# 4917 Yurilvovia
4917 Yurilvovia este un asteroid din centura principală, descoperit pe 28 septembrie 1973 de Nikolai Cernîh.